# 삼천병마로
삼천병마로(Samcheonbyeongma-ro)는 화성시 향남읍 상신교차로와 수원시 권선구 오목천동 오동나무삼거리를 잇는 16.2km의 도로이다.

## 주요 경유지
경기도
- 화성시 (향남읍 . 팔탄면 . 봉담읍) 수원시 권선구 (오목천동)

## 노선
| 이름                       | 접속노선                                                                | 소재지 | 소재지 | 소재지   | 비고                                      |
| -------------------------- | ----------------------------------------------------------------------- | ------ | ------ | -------- | ----------------------------------------- |
| 상신교차로                 | 국도 제39호선 (서해로)                                                  | 화성시 | 향남읍 | 향남읍   | 화성시도 제78호선 구간                    |
| 제암사거리                 | 발안만세로                                                              | 화성시 | 향남읍 | 향남읍   | 화성시도 제78호선 구간                    |
| 행정리2교B                 |                                                                         | 화성시 | 향남읍 | 향남읍   | 화성시도 제78호선 구간                    |
| 양감입구삼거리             | 평4길 국도 제43호선 (행정서남로)                                        | 화성시 | 향남읍 | 향남읍   | 화성시도 제78호선 구간                    |
| 발안사거리                 | 평3길 발안로                                                            | 화성시 | 향남읍 | 향남읍   | 국도 제43호선 구간 화성시도 제78호선 구간 |
| 발안교                     |                                                                         | 화성시 | 향남읍 | 향남읍   | 국도 제43호선 구간 화성시도 제78호선 구간 |
| 장짐교차로                 | 푸른들판로                                                              | 화성시 | 향남읍 | 향남읍   | 국도 제43호선 구간 화성시도 제78호선 구간 |
| 점촌교차로                 | 향남로                                                                  | 화성시 | 팔탄면 | 팔탄면   | 국도 제43호선 구간                        |
| 한천교앞교차로             | 도이3길                                                                 | 화성시 | 팔탄면 | 팔탄면   | 국도 제43호선 구간                        |
| 가재교차로                 | 국도 제82호선 (포승향남로)                                              | 화성시 | 팔탄면 | 팔탄면   | 국도 제43호선 구간                        |
| 팔탄입구삼거리             | 지방도 제318호선 (마당바위로)                                           | 화성시 | 팔탄면 | 팔탄면   | 국도 제43호선 구간                        |
| 유덕교                     |                                                                         | 화성시 | 봉담읍 | 봉담읍   | 국도 제43호선 구간                        |
| 덕리사거리                 | 시청길                                                                  | 화성시 | 봉담읍 | 봉담읍   | 국도 제43호선 구간                        |
| 왕림교차로                 | 국도 제43호선 (봉영로)                                                  | 화성시 | 봉담읍 | 봉담읍   | 국도 제43호선 구간                        |
| 자안입구삼거리             | 지방도 제322호선 (주석로)                                               | 화성시 | 봉담읍 | 봉담읍   | 화성시도 제31호선 구간                    |
| 안다랑골입체교차로         | 왕림북길                                                                | 화성시 | 봉담읍 | 봉담읍   | 화성시도 제31호선 구간                    |
| 장안대학입구교차로         |                                                                         | 화성시 | 봉담읍 | 봉담읍   | 화성시도 제31호선 구간                    |
| 상리사거리                 | 진등1길 샘마을길                                                        | 화성시 | 봉담읍 | 봉담읍   | 화성시도 제31호선 구간                    |
| KT봉담분기국사앞 교차로    | 상리2길 동화길                                                          | 화성시 | 봉담읍 | 봉담읍   | 화성시도 제31호선 구간                    |
| 상혜원입구교차로           | 매봉로 동화새터길                                                       | 화성시 | 봉담읍 | 봉담읍   | 화성시도 제31호선 구간                    |
| 봉담IC교차로 (봉담2교차로) | 400호선 수도권제2순환고속도로 지방도 제309호선 (봉담과천도시고속화도로) | 화성시 | 봉담읍 | 봉담읍   | 화성시도 제31호선 구간                    |
| 봉담IC육교                 |                                                                         | 화성시 | 봉담읍 | 봉담읍   | 화성시도 제31호선 구간                    |
| 봉담1교차로                |                                                                         | 화성시 | 봉담읍 | 봉담읍   | 화성시도 제31호선 구간                    |
| 수영리입체교차로           |                                                                         | 화성시 | 봉담읍 | 봉담읍   | 화성시도 제31호선 구간                    |
| 수영사거리                 | 국가지원지방도 제82호선 (효행로) 수영로                                 | 화성시 | 봉담읍 | 봉담읍   | 화성시도 제31호선 구간                    |
| 상리교                     |                                                                         | 수원시 | 권선구 | 오목천동 |                                           |
| (이름없음)                 | 오목천로                                                                | 수원시 | 권선구 | 오목천동 |                                           |
| 오동나무삼거리(오목천역)   | 매송고색로                                                              | 수원시 | 권선구 | 오목천동 |                                           |

## 주요 건물및 시설
- 타이어뱅크 향남읍점 (삼천병마로 149/제암리 63)
- 현대모비스 발안현대상사 (삼천병마로 161/평리 221-229)
- CU 발안행운로드점 (삼천병마로 169/평리 172-3)
- NH농협 발안농협 예금계 (삼천병마로 181/평리 137-27)
- 아모레퍼시픽 화성점 (삼천병마로 188/행정리 396-7)
- IBK기업은행 화성발안지점 (삼천병마로 194/행정리 395-2)
- 전북은행 JB외국인금융센터 화성리운지 (삼천병마로 206/평리 81-22)
- KG모빌리티 발안지점 (삼천병마로 232/평리 39)
- 수원축산농협 발안지점 (삼천병마로 251/장짐리 273-21)
- 도미노피자 발안향남점 (삼천병마로 275/장짐리 216)
- SK에너지 팔팔주유소 (삼천병마로 276/장짐리 265-2)
- LG 베스트샵 발안점 (삼천병마로 295/장짐리 243-22)
- CU 화성가재리점 (삼천병마로 349/가재리 534-2)
- S-OIL 발안주유소 (삼천병마로 355/가재리 546-34)
- CU 화성가재교차로점 (삼천병마로 503/가재리 323-17)
- 알뜰동신주유소 (삼천병마로 563/가재리 690)
- 현대오일뱅크 직영 팔탄현대셀프주유소(삼천병마로 568/가재리 267-17)
- GS25 화성덕리점 (삼천병마로 709/덕리 70-3)
- K마트 봉담점 (삼천병마로 789/당하리 304-6)
- 밝은빛교회 (삼천병마로 859/당하리 157)
- HD현대오일뱅크 직영 봉담셀프주유소 (삼천병마로 862/당하리 151-5)
- CU봉담당하점 (삼천병마로 870/당하리 152-2)
- IBK기업은행 화성왕림지점 (삼천병마로 890/세곡리 17-5)
- 미니스톱 화성왕림점 (삼천병마로 901/왕림리 601-8)
- CU 화성왕림점 (삼천병마로 941/왕림리 388-3)
- 신협 화성삼덕왕림지점 (삼천병마로 967/왕림리 404-2)
- 세븐일레븐 화성봉담로드점 (삼천병마로 975/왕림리 283)
- 타이버뱅크북발안점 (삼천병마로 993/왕림리 119-1)
- CU 봉담베스트점 (삼천병마로 1023/왕림리 96-2)
- 이마트24 화성트레보시티점 (삼천병마로 1038/왕림리 22)
- LF팩토리아울렛 봉담점 (삼천병마로 1057/왕림리 16)
- GS25 화성왕림점 (삼천병마로 1060/왕림리 12-6)
- GS칼텍스 해뜨는주유소 (삼천병마로 1124/상리 465-5)
- GS칼텍스 태원에너지 화풍주유소 (삼천병마로 1133/상리 464-52)
- S-OIL 하이오일주유소 (삼천병마로 1136/상리 464-18)
- 장안대학교 (삼천병마로 1182/상리 460)
- 국민건강보험 봉담상담센터 (삼천병마로 1268/상리 26-8)
- 봉담약국 (삼천병마로 1276/상리 27=11)
- 수원NH농협봉담지점 (삼천병마로 1291/동화리 425-13)
- 삼천리자전거 (삼천병마로 1314/동화리 425-1)
- 경기화성아동보호전문기관 (삼천병마로 1334/동화리 416-4)
- 현대자동차 봉담대리점 (삼천병마로 1336/동화리 415-2)
- 행복이가득한노인주야산보호센터 (삼천병마로 1340/동화리 359-3)
- HD현대오일뱅크 직영 봉담IC셀프주유소 (삼천병마로 1346/동화리 357-3)
- CU 현대봉담IC셀프점 (삼천병마로 1346/동화리 357-3)
- 스피트메이트 봉담점 (삼천병마로 1346/동화리 357-3)
- 타이어뱅크 (삼천병마로 1367/수영리 628-10)
- 세븐일레븐 수원오목공주공점 (삼천병마로 1553/오목천동 444-27)
- 베스킨 라빈스 수원오목천점 (삼천병마로 1591/오목천동 372-2)
- 파리바게트 오목천동점 (삼천병마로 1599/오목천동 369-3)